# ラ・カンタータ!
ロマンチック・レビュー『ラ・カンタータ!』（La Cantata）は宝塚歌劇団星組で上演されたレビュー作品。作･演出は岡田敬二。24場。併演は『カサノヴァ・夢のかたみ』。
1994年8月12日から9月26日に宝塚大劇場、同年12月1日から12月26日まで東京宝塚劇場で公演された。

## 概要
題名の「カンタータ」は「交声曲」を意味し、ロマンチック・レビューシリーズ第8弾にあたるこのレビューは宝塚歌劇団創立80周年を記念に制作、上演された作品で、星組トップスター紫苑ゆうのさよなら公演である。なお、この作品から「ロマンチック･レビュー｣の形式名が定着し、本格的にシリーズ化していく。
東京公演では一部、脚本を変更している。

## 場面
※宝塚公演のもの
第一章　オープニング
- 音楽：吉崎憲治
- 振付：羽山紀代美

4人のレ・ガールズが歌いながら銀橋を通る。この舞台では黒バラの紳士・淑女が主題歌のバリエーションで華麗に歌い踊る。
- レ・ガールズ - 稔幸、真織由季、絵麻緒ゆう、神田智
- プロローグの紳士S - 一樹千尋
- 黒バラの紳士S1 - 紫苑ゆう
- 黒バラの紳士S2 - 麻路さき
- 黒バラの淑女S - 白城あやか

第二章　ステート・フェアー
- 音楽：南安雄
- 振付：山田卓

フレッドが素晴らしい人に出会いそうな予感をすると歌いながら銀橋を渡る。ステート・フェアの会場では、恋人達、親子連れが楽しく踊っている。突然、雨が降り出し、一人残ったアグネスとフレッドは一目で恋に落ちる。
- フレッド - 麻路さき
- アグネス - 陵あきの
- ヤングマンA - 稔幸、真織由季、雅景、絵麻緒ゆう、神田智、湖月わたる
- ヤングガールA - 出雲綾、羽衣蘭、万里柚美、朋舞花、万理沙ひとみ、星奈優里

第三章　テンプテーション
- 音楽：吉崎憲治
- 振付：喜多弘

ある富豪のパーティに招かれたロバートは、その家の妻キャサリンに誘惑され、強く惹かれる。しかし、キャサリンの夫に見とがめられ、心を残して二人は別れた。ロバートはそのときのことを思い出す。
- ロバート - 紫苑ゆう
- キャサリン - 白城あやか
- デイビッド - 夏美よう

第四章　シボネー・コンチェルト
- 音楽：高橋城
- 振付：喜多弘

ラテンのリズムでソロ、カップル、アンサンブルと形を変え、踊りが繰り広げられる。
- ラテンの男S、シボネーの男 - 紫苑ゆう
- ラテンの女S、シボネーの女 - 白城あやか
- ラテンの男S1 - 麻路さき
- ラテンの男S2 - 稔幸
- ラテンの女S1 - 朋舞花
- ラテンの女S2 - 星奈優里
- ラテンの男S - 真織由季
- ラテンの歌手女S - 出雲綾

第五章　ヒート･オン
- 音楽：甲斐正人
- 振付：羽山紀代美

青年がスイングしながらジャズを歌う。青年達が激しいリズムで踊る。
- ジャズの青年 - 麻路さき
- ジャズの歌手 - 真織由季、出雲綾

第六章　レ･ガールズ＆ザ･ロケット
- 音楽：高橋城
- 振付：羽山紀代美

七色の衣装で、68人のロケット・ダンスが繰り広げられる。
- ロケット - 夏美よう、鞠村奈緒、千珠晄、阿樹かつら、英真なおき、松原碧、出雲綾、千秋慎、羽衣蘭、真中ひかる、鷺草かおる、貴柳みどり、にしき愛、彰乃早紀、希佳、麻央りつき、千歳まなぶ、彩夏ゆう、叶千穂、舞路はるか、美々杏里、神田智、他

第七章　熱愛のボレロ
- 音楽：吉崎憲治
- 振付：羽山紀代美

熱愛の歌手が「熱愛のボレロ」を歌い、ボレロのリズムで情熱的な踊りとなる。
- 熱愛の歌手 - 紫苑ゆう
- ボレロの女 - 白城あやか
- ボレロの男 - 麻路さき、稔幸、絵麻緒ゆう
- ボレロの女 - 万里柚美、朋舞花、星奈優里

第八章　フィナーレ
- 音楽：高橋城
- 振付：羽山紀代美

フィナーレの歌手が"あなたに…"を歌い、若いカップルが踊る。また、スターが輝かしい思い出の日々を歌い、最後にパレードとなる。
- フィナーレの歌手 - 一樹千尋
- 歌うスター、フィナーレの紳士S1 - 紫苑ゆう
- フィナーレの紳士S2 - 麻路さき
- フィナーレの淑女S - 白城あやか
- エトワール - 出雲綾

## 出演者
- 紫苑ゆう
- 麻路さき
- 白城あやか

- 稔幸
- 真織由季
- 絵麻緒ゆう
- 神田智
- 湖月わたる
- 星奈優里
- 月影瞳（東京公演のみ）

他、宝塚歌劇団星組生徒

## スタッフ
- 作･演出：岡田敬二[8]
- 作曲[8]・編曲[8]：吉崎憲治、高橋城、南安雄、甲斐正人
- 編曲：宮原透[8]
- 音楽指揮：岡田良機[8]
- 振付[8]：喜多弘、羽山紀代美、尚すみれ、山田卓
- 装置：大橋泰弘[8]
- 衣装：任田幾英[8]
- 照明：加門清邦[8]
- 小道具：万波一重[8]
- 効果：中屋民生[8]
- 訳詞：平野恵子[8]
- 演出助手[8]：中村一徳、植田景子
- 装置補：新宮有紀[8]
- 衣装補：田口美香[8]
- 制作：岩崎文夫[8]
- 衣装生地提供：東レ 株式会社[8]
- 制作：宝塚歌劇団